# Mechowo (gromada w powiecie kamieńskim)
Mechowo – dawna gromada, czyli najmniejsza jednostka podziału terytorialnego Polskiej Rzeczypospolitej Ludowej w latach 1954–1972.
Gromady, z gromadzkimi radami narodowymi (GRN) jako organami władzy najniższego stopnia na wsi, funkcjonowały od reformy reorganizującej administrację wiejską przeprowadzonej jesienią 1954 do momentu ich zniesienia z dniem 1 stycznia 1973, tym samym wypierając organizację gminną w latach 1954–1972.
Gromadę Mechowo z siedzibą GRN w Mechowie utworzono – jako jedną z 8759 gromad na obszarze Polski – w powiecie kamieńskim w woj. szczecińskim na mocy uchwały nr V/45/54 WRN w Szczecinie z dnia 5 października 1954. W skład jednostki weszły obszary dotychczasowych gromad Mechowo i Wołowiec ze zniesionej gminy Golczewo oraz obszary dotychczasowych gromad Krzepocin i Ciesław (bez miejscowości Stuchowo) ze zniesionej gminy Chomino w tymże powiecie. Dla gromady ustalono 9 członków gromadzkiej rady narodowej.
Gromadę zniesiono 31 grudnia 1959, a jej obszar włączono do gromad Świerzno (miejscowości Kępice i Ciesław) i Chomino (miejscowość Krzepocin) oraz do znoszonej gromady Golczewo II (miejscowości Mechowo, Zielonka, Gacko, Międzylesie i Wołowiec) w tymże powiecie.